# Stephen Harper
Stephen Harper (født 30. april 1959, Toronto Canada) er en canadisk politiker, som var Canadas premierminister fra 6. februar 2006 til 4. november 2015.
Stephen Harper er formand for Conservative Party of Canada. Det konservative parti slog de Liberale, der var ledet af den forudgående premierminister Paul Martin efter at store skandaler havde ramt De Liberale, som havde været ved magten siden 1993. Harper er en relativt liberalt orienteret politiker. Han er som regel konstruktiv over for Israel og USA, ligesom han også støtter skattelettelser. Hans regering er i øjeblikket en minoritetsregering, som betyder at han ikke kan gøre noget uden tilladelse fra de andre partier.
Harper repræsenterer en bydel i Calgary i Canadas parlament, og er den første premierminister fra provinsen Alberta siden 1979. Han var født i Toronto, men har boet i Alberta i mange år.